# Johnny Jansen
Johnny Jansen (Heerenveen, 2 marzo 1975) è un allenatore di calcio ed ex calciatore olandese, di ruolo centrocampista, tecnico del Bali Utd.

## Statistiche

### Statistiche da allenatore
Statistiche aggiornate al 19 maggio 2022.
| Stagione        | Squadra         | Campionato      | Campionato | Campionato | Campionato | Campionato | Coppe nazionali | Coppe nazionali | Coppe nazionali | Coppe nazionali | Coppe nazionali | Coppe continentali | Coppe continentali | Coppe continentali | Coppe continentali | Coppe continentali | Altre coppe | Altre coppe | Altre coppe | Altre coppe | Altre coppe | Totale | Totale | Totale | Totale | % Vittorie | Piazzamento              |
| Stagione        | Squadra         | Comp            | G          | V          | N          | P          | Comp            | G               | V               | N               | P               | Comp               | G                  | V                  | N                  | P                  | Comp        | G           | V           | N           | P           | G      | V      | N      | P      | %          | Piazzamento              |
| --------------- | --------------- | --------------- | ---------- | ---------- | ---------- | ---------- | --------------- | --------------- | --------------- | --------------- | --------------- | ------------------ | ------------------ | ------------------ | ------------------ | ------------------ | ----------- | ----------- | ----------- | ----------- | ----------- | ------ | ------ | ------ | ------ | ---------- | ------------------------ |
| apr.-giu. 2019  | Heerenveen      | ED              | 6          | 1          | 3          | 2          | CO              | -               | -               | -               | -               | -                  | -                  | -                  | -                  | -                  | -           | -           | -           | -           | -           | 6      | 1      | 3      | 2      | 16,67      | Sub. 11°                 |
| 2019-2020       | Heerenveen      | ED              | 26         | 8          | 9          | 9          | CO              | 4               | 2               | 1               | 1               | -                  | -                  | -                  | -                  | -                  | -           | -           | -           | -           | -           | 30     | 10     | 10     | 10     | 33,33      | Sospensione per COVID-19 |
| 2020-2021       | Heerenveen      | ED              | 34         | 9          | 12         | 13         | CO              | 4               | 3               | 0               | 1               | -                  | -                  | -                  | -                  | -                  | -           | -           | -           | -           | -           | 38     | 12     | 12     | 14     | 31,58      | 12°                      |
| 2021-2022       | Heerenveen      | ED              | 20         | 7          | 4          | 9          | CO              | 3               | 2               | 0               | 1               | -                  | -                  | -                  | -                  | -                  | -           | -           | -           | -           | -           | 23     | 9      | 4      | 10     | 39,13      | Eson.                    |
| Totale carriera | Totale carriera | Totale carriera | 86         | 25         | 28         | 33         |                 | 11              | 7               | 1               | 3               |                    | -                  | -                  | -                  | -                  |             | -           | -           | -           | -           | 97     | 32     | 29     | 36     | 32,99      |                          |